# Barama River
Barama River är ett vattendrag i Guyana. Det ligger i regionen Barima-Waini, i den norra delen av landet. Barama mynnar i Waini.